# Liste der geschützten Landschaftsbestandteile im Kreis Minden-Lübbecke
Die Liste der geschützten Landschaftsbestandteile im Kreis Minden-Lübbecke führt die geschützten Landschaftsbestandteile im Kreis Minden-Lübbecke in Nordrhein-Westfalen auf.
Die geschützten Landschaftsbestandteile werden zumeist in Landschaftsplänen veröffentlicht. Deren Flächenzuschnitt entspricht Naturräumen statt den Gemeindegrenzen. Im Juli 2014 waren in den bereits vorliegenden Landschaftsplänen 94 geschützten Landschaftsbestandteile aufgelistet.

## Geschützte Landschaftsbestandteile

### Bad Oeynhausen
Bad Oeynhausen liegt fast ganz im Gebiet des Landschaftsplans „Bad Oeynhausen“. Dieser behandelt jedoch auch Teilgebiete benachbarter Kommunen. Ein Teil des Stadtteils Rehme liegt dagegen im Landschaftsplanbereich „Porta Westfalica“.
| Bild | Nummer | Objektbezeichnung               | Größe (ha) | Gemarkung      | Koordinaten                 | Bemerkung |
| ---- | ------ | ------------------------------- | ---------- | -------------- | --------------------------- | --------- |
|      | LB 1   | Brinkwiese                      | 1,04       | Wulferdingsen  | 52° 14′ 45″ N, 8° 44′ 33″ O |           |
|      | LB 2   | Baumbestand „Zum Vorwerk“       | 0,14       | Volmerdingsen  | 52° 14′ 39″ N, 8° 46′ 38″ O |           |
|      | LB 3   | Eichen „Im Meerbruch“           | 0,26       | Eidinghausen   | 52° 14′ 7″ N, 8° 48′ 23″ O  |           |
|      | LB 4   | Hambkebachtal                   | 4,68       | Bad Oeynhausen | 52° 11′ 39″ N, 8° 47′ 57″ O |           |
|      | LB 5   | Ziegenbachtal                   | 10,73      | Bad Oeynhausen | 52° 10′ 58″ N, 8° 48′ 22″ O |           |
|      | LB 6   | Steinbruch Flachssiek           | 2,22       | Lohe           | 52° 11′ 5″ N, 8° 48′ 34″ O  |           |
|      | LB 7   | Triftensiek                     | 2,25       | Bad Oeynhausen | 52° 11′ 14″ N, 8° 49′ 19″ O |           |
|      | LB 8   | Ellermeyers Busch               | 0,86       | Bad Oeynhausen | 52° 11′ 35″ N, 8° 49′ 19″ O |           |
|      | LB 9   | Im Sundern                      | 1,35       | Wulferdingsen  | 52° 14′ 33″ N, 8° 44′ 38″ O |           |
|      | LB 29  | Kastanienallee Deesberger Allee | 0,23       | Rehme          | 52° 11′ 19″ N, 8° 51′ 18″ O |           |

### Minden
Minden liegt in Teilgebieten der Landschaftspläne „Bad Oeynhausen“, „Porta Westfalica“ und „Vom Mindenerwald zum Heisterholz“. Diese enthalten jeweils zusätzlich Teilgebiete anderer Kommunen.
| Bild           | Nummer | Objektbezeichnung                  | Größe (ha) | Gemarkung  | Koordinaten                   | Bemerkung |
| -------------- | ------ | ---------------------------------- | ---------- | ---------- | ----------------------------- | --------- |
| weitere Bilder | LB 1   | Mindener Glacis                    | 15,02      | Minden     | 52° 17′ 6″ N, 8° 55′ 8″ O     |           |
|                | LB 2   | Baumbestand Uferstr.               | 0,81       | Minden     | 52° 17′ 16″ N, 8° 55′ 29″ O   |           |
|                | LB 3   | Lindenreihe Kanzlersweide          | 0,71       | Minden     | 52° 17′ 2″ N, 8° 55′ 37″ O    |           |
|                | LB 4   | Kopfweidenreihe Kanzlersweide      | 0,15       | Minden     | 52° 16′ 54″ N, 8° 55′ 26″ O   |           |
|                | LB 5   | Eichenbestand Fort C               | 0,83       | Minden     | 52° 17′ 5″ N, 8° 56′ 8″ O     |           |
|                | LB 6   | Am Kohlgraben                      | 0,53       | Minden     | 52° 16′ 26″ N, 8° 53′ 29″ O   |           |
|                | LB 8   | Obstwiese Königsberg/Wiehengebirge | 0,35       | Häverstädt | Koordinaten fehlen! Hilf mit. |           |
|                | LB 14  | Obstbaumallee Meißener Dorfstraße  | 0,75       | Meißen     | 52° 15′ 54″ N, 8° 56′ 50″ O   |           |
|                | LB 15  | Lindenreihe Meißener Sportplatz    | 0,43       | Meißen     | 52° 16′ 0″ N, 8° 57′ 19″ O    |           |

### Petershagen
Petershagen liegt im Gebiet der Landschaftspläne „An Ils und Gehle“ und „Vom Mindenerwald zum Heisterholz“.
| Bild | Nummer | Objektbezeichnung                        | Größe (ha) | Gemarkung       | Koordinaten                   | Bemerkung |
| ---- | ------ | ---------------------------------------- | ---------- | --------------- | ----------------------------- | --------- |
|      | LB 1   | Alter Bahndamm                           | 1,25       | Wasserstraße    | Koordinaten fehlen! Hilf mit. |           |
|      | LB 2   | Eichenallee „Bollheide“                  | 0,63       | Wasserstraße    | Koordinaten fehlen! Hilf mit. |           |
|      | LB 3   | Am Rottbach                              | 0,7        | Wasserstraße    | Koordinaten fehlen! Hilf mit. |           |
|      | LB 4   | Birkenreihe „Am Klosterweg“              | 0,13       | Wasserstraße    | Koordinaten fehlen! Hilf mit. |           |
|      | LB 5   | Mühlenbach                               | 3,99       | Heimsen         | Koordinaten fehlen! Hilf mit. |           |
|      | LB 6   | Bollerbach                               | 0,46       | Heimsen         | Koordinaten fehlen! Hilf mit. |           |
|      | LB 7   | Poggenburger Teich                       | 0,39       | Neuenknick      | Koordinaten fehlen! Hilf mit. |           |
|      | LB 8   | Böschung östlich Holge                   | 0,5        | Neuenknick      | Koordinaten fehlen! Hilf mit. |           |
|      | LB 9   | Hecke „Zur Bockmühle“                    | 0,5        | Neuenknick      | Koordinaten fehlen! Hilf mit. |           |
|      | LB 10  | Grube „Kayser“                           | 3,67       | Ilse            | Koordinaten fehlen! Hilf mit. |           |
|      | LB 11  | Wald „Rosenhäger Brink“                  | 1,27       | Rosenhagen      | Koordinaten fehlen! Hilf mit. |           |
|      | LB 12  | Flutmulde „Auf dem Roen“                 | 0,33       | Gorspen-Vahlsen | Koordinaten fehlen! Hilf mit. |           |
|      | LB 13  | Vahlser Graben                           | 1,41       | Gorspen-Vahlsen | Koordinaten fehlen! Hilf mit. |           |
|      | LB 14  | Schnetgraben                             | 0,44       | Ilserheide      | Koordinaten fehlen! Hilf mit. |           |
|      | LB 15  | Hecke „Lindhöpen“                        | 0,55       | Bierde          | Koordinaten fehlen! Hilf mit. |           |
|      | LB 16  | Riehe                                    | 2,28       | Bierde          | Koordinaten fehlen! Hilf mit. |           |
|      | LB 17  | Kopfbäume „Ilsebäumen“                   | 0,07       | Bierde          | Koordinaten fehlen! Hilf mit. |           |
|      | LB 18  | Bahntrasse „Vogelbrink“                  | 0,65       | Lahde           | Koordinaten fehlen! Hilf mit. |           |
|      | LB 19  | Kleiberg                                 | 1,3        | Bierde          | Koordinaten fehlen! Hilf mit. |           |
|      | LB 1   | Eichenreihe „Bockshorn“                  | 0,1        | Maaslingen      | Koordinaten fehlen! Hilf mit. |           |
|      | LB 2   | Wald bei Schierenhorst                   | 0,61       | Maaslingen      | Koordinaten fehlen! Hilf mit. |           |
|      | LB 3   | Hecke bei Schierenhorst                  | 0,31       | Maaslingen      | Koordinaten fehlen! Hilf mit. |           |
|      | LB 4   | Feldgehölz „Kleine Heide“                | 0,35       | Maaslingen      | Koordinaten fehlen! Hilf mit. |           |
|      | LB 5   | Eichengruppe nördlich Meßlingen          | 0,07       | Meßlingen       | Koordinaten fehlen! Hilf mit. |           |
|      | LB 6   | Teiche und Gehölzbestände bei Wegholm    | 2,28       | Friedewalde     | Koordinaten fehlen! Hilf mit. |           |
|      | LB 7   | Erlenwald am Meßlinger Friedhof          | 0,58       | Meßlingen       | Koordinaten fehlen! Hilf mit. |           |
|      | LB 8   | Meßlinger Teich                          | 0,13       | Meßlingen       | Koordinaten fehlen! Hilf mit. |           |
|      | LB 9   | Feldgehölz „Wullbrandt“                  | 0,14       | Friedewalde     | Koordinaten fehlen! Hilf mit. |           |
|      | LB 10  | Eichengruppe „Tappenau“                  | 0,02       | Meßlingen       | Koordinaten fehlen! Hilf mit. |           |
|      | LB 11  | Gehölzstreifen im Zuschlag               | 0,2        | Friedewalde     | Koordinaten fehlen! Hilf mit. |           |
|      | LB 12  | Feldgehölz „Horstmanns Dannen“           | 0,14       | Friedewalde     | Koordinaten fehlen! Hilf mit. |           |
|      | LB 13  | Feldgehölz in der Brandheide             | 0,24       | Friedewalde     | Koordinaten fehlen! Hilf mit. |           |
|      | LB 14  | Eichengruppe in der Brandheide           | 0,08       | Friedewalde     | Koordinaten fehlen! Hilf mit. |           |
|      | LB 15  | Baumreihe „Zum Klei“                     | 0,08       | Südfelde        | Koordinaten fehlen! Hilf mit. |           |
|      | LB 16  | Teich in der Galgenheide                 | 0,55       | Friedewalde     | Koordinaten fehlen! Hilf mit. |           |
|      | LB 17  | Hecken in der Kleiriehe                  | 0,48       | Friedewalde     | Koordinaten fehlen! Hilf mit. |           |
|      | LB 18  | Teich und Gehölzbestände bei Friedewalde | 0,36       | Friedewalde     | Koordinaten fehlen! Hilf mit. |           |
|      | LB 19  | Hecke im Brunsfeld                       | 0,37       | Friedewalde     | Koordinaten fehlen! Hilf mit. |           |
|      | LB 20  | Eichenreihe „Hallbruch“                  | 0,28       | Friedewalde     | Koordinaten fehlen! Hilf mit. |           |

### Porta Westfalica
Porta Westfalica liegt im Gebiet des Landschaftsplans „Porta Westfalica“. Dieser enthält zusätzlich auch Teilgebiete von Minden und Bad Oeynhausen.
| Bild | Nummer | Objektbezeichnung                                                  | Größe (ha) | Gemarkung          | Koordinaten                   | Bemerkung |
| ---- | ------ | ------------------------------------------------------------------ | ---------- | ------------------ | ----------------------------- | --------- |
|      | LB 7   | Bahndamm Kloppenburg                                               | 0,63       | Neesen             | Koordinaten fehlen! Hilf mit. |           |
|      | LB 9   | Röhricht und Staudensäume Gut Wedigenstein                         | 0,65       | Barkhausen         | Koordinaten fehlen! Hilf mit. |           |
|      | LB 10  | Vennebachniederung                                                 | 20,84      | Costedt, Vennebeck | Koordinaten fehlen! Hilf mit. |           |
|      | LB 11  | Muldental und Waldbestand Hainebuch                                | 4,05       | Holzhausen         | Koordinaten fehlen! Hilf mit. |           |
|      | LB 12  | Talraum Holzhausen-Bruch                                           | 2,14       | Holzhausen         | Koordinaten fehlen! Hilf mit. |           |
|      | LB 13  | Stillgewässer am Flugplatz                                         | 7,2        | Vennebeck          | Koordinaten fehlen! Hilf mit. |           |
|      | LB 16  | Im Thielosen                                                       | 0,58       | Lohfeld            | Koordinaten fehlen! Hilf mit. |           |
|      | LB 17  | Hennerbeeketal                                                     | 7,14       | Nammen             | Koordinaten fehlen! Hilf mit. |           |
|      | LB 18  | Obstwiese und Teiche Südhang                                       | 2,51       | Lohfeld            | Koordinaten fehlen! Hilf mit. |           |
|      | LB 19  | Obstwiese im Rott                                                  | 3,15       | Wülpke             | Koordinaten fehlen! Hilf mit. |           |
|      | LB 20  | Mühlenbachtal Kleinenbremen                                        | 2,14       | Kleinenbremen      | Koordinaten fehlen! Hilf mit. |           |
|      | LB 21  | Wiese Heinebergstraße                                              | 0,23       | Kleinenbremen      | Koordinaten fehlen! Hilf mit. |           |
|      | LB 22  | Schermbeeketal                                                     | 14,52      | Kleinenbremen      | Koordinaten fehlen! Hilf mit. |           |
|      | LB 23  | Eichenreihe Gudrunweg                                              | 0,23       | Vennebeck          | Koordinaten fehlen! Hilf mit. |           |
|      | LB 24  | Grünland mit Kopfweiden Vössen                                     | 3,51       | Holtrup            | Koordinaten fehlen! Hilf mit. |           |
|      | LB 25  | Römerinsel und Feuchtwiese                                         | 0,54       | Holtrup            | Koordinaten fehlen! Hilf mit. |           |
|      | LB 26  | Kopfweidenreihe Am Anger                                           | 0,21       | Holtrup            | Koordinaten fehlen! Hilf mit. |           |
|      | LB 27  | Siek im Dickert                                                    | 3,61       | Holtrup            | Koordinaten fehlen! Hilf mit. |           |
|      | LB 28  | Großseggenried und Hochstaudenfluren Unterm Brink                  | 0,59       | Holtrup            | Koordinaten fehlen! Hilf mit. |           |
|      | LB 30  | Feucht- und Nasswiese Helser Bruch                                 | 1,03       | Holzhausen         | Koordinaten fehlen! Hilf mit. |           |
|      | LB 31  | Erlenbruchwald und Tümpel am Vennebach                             | 1,04       | Holzhausen         | Koordinaten fehlen! Hilf mit. |           |
|      | LB 32  | Grünland, Gehölzbestand und Gewässer am Berghof                    | 1,05       | Möllbergen         | Koordinaten fehlen! Hilf mit. |           |
|      | LB 33  | Abgrabung Gustavstraße                                             | 2,06       | Holzhausen         | Koordinaten fehlen! Hilf mit. |           |
|      | LB 34  | Nasswiese und Großseggenried Bruchtal                              | 1,48       | Veltheim           | Koordinaten fehlen! Hilf mit. |           |
|      | LB 35  | Kappenberg                                                         | 0,65       | Veltheim           | Koordinaten fehlen! Hilf mit. |           |
|      | LB 36  | Talhang Bockshorn                                                  | 2,33       | Veltheim           | Koordinaten fehlen! Hilf mit. |           |
|      | LB 37  | Obstwiesen und Obstbaumreihe Ahmserort                             | 3,02       | Eisbergen          | Koordinaten fehlen! Hilf mit. |           |
|      | LB 38  | Obstwiese, Obstbaumreihe, Gehölzstreifen und Feldgehölz Füllenkamp | 1,68       | Eisbergen          | Koordinaten fehlen! Hilf mit. |           |
|      | LB 39  | Fließgewässer Eisbergen/Bruchfeld                                  | 1,18       | Eisbergen          | Koordinaten fehlen! Hilf mit. |           |
|      | LB 40  | Bahndamm Barkhausen                                                | 2,49       | Barkhausen         | Koordinaten fehlen! Hilf mit. |           |
|      | LB 41  | Feuchtwiese und Großseggenried Breihegrund                         | 0,48       | Eisbergen          | Koordinaten fehlen! Hilf mit. |           |
|      | LB 42  | Fülme                                                              | 3,49       | Eisbergen          | Koordinaten fehlen! Hilf mit. |           |
|      | LB 43  | Obstwiese Fülme                                                    | 1,08       | Eisbergen          | Koordinaten fehlen! Hilf mit. |           |
|      | LB 45  | Schnatbachtal                                                      | 7,06       | Eisbergen          | Koordinaten fehlen! Hilf mit. |           |
|      | LB 47  | Abgrabungsgelände Veltheimer Mark                                  | 3,63       | Veltheim           | Koordinaten fehlen! Hilf mit. |           |

### Preußisch Oldendorf
Für das Gebiet von Preußisch Oldendorf ist noch kein Landschaftsplan verfügbar. Eine ordnungsbehördliche Verordnung nennt diesen geschützten Landschaftsbestandteil.
| Bild           | Nummer | Objektbezeichnung | Größe (ha) | Gemarkung | Koordinaten                | Bemerkung |
| -------------- | ------ | ----------------- | ---------- | --------- | -------------------------- | --------- |
| weitere Bilder |        | Schlosspark Hüffe | 10,42      | Lashorst  | 52° 19′ 52″ N, 8° 31′ 3″ O |           |